# Henri Berguer
Henri Berguer (* 4. September 1854 in Les Eaux-Vives bei Genf; † 18. Dezember 1937 in Genf) war ein Schweizer evangelischer Geistlicher.

## Leben

### Familie
Henri Berguer war der Sohn des Politikers Ernest-Joseph-Caton Berguer, Mitglied des Genfer Grossen Rats, und dessen Ehefrau Marianne-Henriette (geb. Brett); sein Bruder war der Pfarrer und Hochschullehrer Georges Berguer.
Er war verheiratet mit Marguerite-Sophie, Tochter von Georges-Frédéric de Montmollin.

### Werdegang
Henri Berguer studierte Theologie an der Universität Leipzig, dort lernte er unter anderem den späteren Sprachwissenschaftler Ferdinand de Saussure kennen.
1874 promovierte er zu einem geisteswissenschaftlichen Lizenziaten und wurde 1879 mit seiner Dissertation Le conditionalisme et l'universalisme conditionnel Bakkalaureus der Theologie.
Nach seiner Ordination zum Pfarrer 1879 war er von 1881 bis 1892 Geschäftsführer der Union nationale évangélique in Genf; in dieser Zeit unterrichtete er ab 1888 als Kaplan für 45 Jahre an der Primar- und der Sekundarschulstufe.
Von 1892 bis 1928 war er Pfarrer von Saint-Pierre in Genf. Er war von 1908 bis 1909 sowie 1919 Vorsitzender und Betreuer der Compagnie des pasteurs.

## Schriften (Auswahl)
- Le conditionalisme et l'universalisme conditionnel. Genf: Impr. C. Schuchardt, 1879.
- Saisi par Christ. Romet, 1897.
- La dernière gerbe. Libr. H. Robert, 1939.